# Рыжий Пёс (фильм)
«Рыжий Пёс» (англ. Red Dog) — кинофильм режиссёра Крива Стендерса, вышедший на экраны в 2011 году. Фильм основан на одноимённом романе Луи де Берньера и рассказывает «биографию» легендарного австралийского пса-путешественника по кличке Рыжий Пёс.

## Сюжет
Конец 1970-х годов. Водитель грузовика по имени Томас останавливается в городке Дампир в Западной Австралии. Зайдя в бар, он становится свидетелем того, как группа мужчин пытается лишить жизни больного рыжего пса породы австралийский келпи. Однако люди не в силах совершить это, ведь ещё есть надежда на выздоровление собаки. В ответ на расспросы Томаса собравшиеся в баре жители городка (в основном рабочие местного предприятия по добыче железной руды) рассказывают историю Рыжего Пса: как он здесь впервые появился, стал всеобщим любимцем, был принят в профсоюз горняков, нашёл своего подлинного хозяина и затем потерял его и многое другое.

## В ролях
- Коко — Рыжий Пёс
- Джош Лукас — Джон Грант
- Рэйчел Тейлор — Нэнси Грей
- Джон Бачелор — Пито
- Ноа Тейлор — Джек Коллинз
- Кейша Касл-Хьюз — Роуз
- Лоэн Кармен — Морин Коллинз
- Люк Форд — Томас
- Роан Никкол — Джокко
- Артур Энджел — Ванно
- Нил Пигот — Рик, ветеринар
- Эймон Фаррен — Дейв
- Билл Хантер — Джамбо «Вонючка»

## Награды и номинации
- 2012 — две премии Австралийского киноинститута: лучший фильм (Джули Райан, Нельсон Восс) и приз «Выбор членов киноинститута»; а также 6 номинаций: лучшая режиссура (Крив Стендерс), лучший адаптированный сценарий (Дэниел Таплиц), лучшая операторская работа (Джеффри Холл), лучший монтаж (Джилл Билкок), лучшая оригинальная музыка (Цезары Скубишевски), лучшая работа художника (Иан Грэйси).